# Ratjola
Francisco Aragó Sorribes (Vall de Uxó, 26 de febrero de 1932-Vall de Uxó, 20 de octubre de 2023), conocido como Paco Charta y apodado Ratjola en el ambiente deportivo, fue un futbolista español que se destacó como delantero.

## Carrera
Su formación futbolística la adquirió en el Segarra. Más tarde, tras su paso por el Club De Fútbol Manises, recaló en el Levante, institución donde jugó entre 1954 y 1957. A partir de 1957 pasó a formar parte del plantel de Alcoyano.

## Muerte
Falleció el 20 de octubre de 2023 en Vall de Uxó, a los 91 años.

## Clubes
| Periodo   | Club                    | División |
| --------- | ----------------------- | -------- |
| 1954-1957 | Levante U. D.           | 2.ª      |
| 1957-1958 | Club Deportivo Alcoyano | 2ª       |